# Българи в Швейцария
Българите в Швейцария (на немски: Bulgaren in der Schweiz, на френски: Bulgares en Suisse, на италиански: Bulgari in Svizzera) са етническа група, която не присъства при преброяването на населението в страната. Според официални данни българските граждани в страната през 2020 г. са 13 354 души, като съставляват 0,15% от населението на Швейцария.

## История
В периода от 8 октомври до 12 ноември 1919 г. в Лозана излиза българският вестник „Плебисит“ („Le Plébiscite“). 

## Култура

### Електронни медии
- Радиопредаване на български език „Български час“ по радио „Рабе“ – Берн. (от 2001 г.) То се излъчва всяка първа и трета неделя от месеца от 17:00 до 18:00 часа на 95.6 MHz в Берн. Информира за актуални икономически, политически и културни събития в България и за живота на българската общност в Швейцария. Голямо внимание се отделя на българската музика и литература. Автор и водещ на предаването е Людмила Марталер Славова.[3]

### Училища
Български училища в Швейцария са: 
- Българско училище „Д-р Стамен Григоров“, Женева. (от 1984 г.) Постоянно представителство на Република България при Службата на ООН и другите международни организации в Женева
- Българско училище „Родна Реч“, Цюрих. (от 2004 г.) Дружество „Родна реч“, Цюрих
- Българско училище в Ньошател, Ньошател (от 2005 г.)
- Българско училище в Базел, Базел. (от 2011 г.)  Сдружение „Буквар“, Базел
- Българско училище „Зора“, Берн. (от 2018 г.)[4] Сдружение за българско образование и култура „Зора“, Берн (zora-bern.ch)
- Българско училище „Канатица“, Вьове (от 2022 г.)[5]

### Църковни общини
Български църковни общини са:
- Българска православна църковна община „Св. Георги Победоносец“, Цюрих (от 2009 г.)
- Българска православна църковна община „Рождество Богородично“, Женева (от 2019 г.)[6]

Църковните общини са част от Българската източноправославна епархия в Западна и Средна Европа към Българската православна църква. От януари 2020 г. предстоятел на църковните общини в Женева и Цюрих е отец Стефан Тафров.